# Liste der oghusischen Stämme
Die Liste der oghusischen Stämme listet alle 24 Stämme der Oghusen auf. Außerdem bietet diese Liste eine Auswahl von gebräuchlichen Namen der Stämme in den oghusischen Sprachen Türkisch, Aserbaidschanisch und Turkmenisch. Des Weiteren wird die Bedeutung der alttürkischen Stammesnamen erläutert sowie die Totemtiere und Zeichen der Stämme aufgeführt. Alle 24 Stämme hatten eine Greifvogelart als Totemtier.
| Stammesname (Alttürkisch) | Türkisch   | Aserbaidschanisch | Turkmenisch | Bedeutung                                                            | Totemtier      | Zeichen |
| ------------------------- | ---------- | ----------------- | ----------- | -------------------------------------------------------------------- | -------------- | ------- |
| Kayığ                     | Kayı       | Qayı              | Gaýa        | stabil, mächtig                                                      | Gerfalke       |         |
| Bayat                     | Bayat      | Bayad             | Baýat       | der, mit einem Staat                                                 | Bussard        |         |
| Alka-Bölük                | Alkaevli   | Alkaevli          | Agöýli      | der, mit dem weißen Zelt                                             | Turmfalke      |         |
| Kara-Bölük                | Karaevli   | Qaraevli          | Garaöýli    | der, mit dem dunklen Zelt                                            | Rötelfalke     |         |
| Yazğır                    | Yazır      | Yazır             | Ýazyr       | dessen Heimat ist großflächig                                        | Merlin         |         |
| Töker                     | Döğer      | Döğər             | Düker       | für das Versammeln                                                   | Rotfußfalke    |         |
| Totırka                   | Dodurga    | Dodurqa           | Dodurga     | der, der einen Staat erobert                                         | Rotbauchadler  |         |
| Yaparlı                   | Yaparlı    | Yaparlı           | Ýaparly     | der, mit schönem Geruch                                              | Habichtsadler  |         |
| Afschar                   | Afşar      | Afşar             | Owşar       | begeistert nach Tierjagd                                             | Wanderfalke    |         |
| Kızık                     | Kızık      | Qızıq             | Gyryk       | der, der ernst im Verbot ist                                         | Habichtsadler  |         |
| Begtili                   | Beğdili    | Bəydili           | Begdili     | der, dessen Aussage respektiert wird                                 | goldener Adler |         |
| Karkın                    | Karkın     | Karqın            | Garkyn      | übermütig und sättigend                                              | Habichtsadler  |         |
| Bayundur                  | Bayındır   | Bayandur          | Baýyndyr    | der Ort, der häufig mit Segen ist                                    | Bussard        |         |
| Beçenek                   | Peçenek    | Peçeneq           | Beçene      | der, der gut arbeitet und sich anstrengt                             | Gerfalke       |         |
| Çuvaldar                  | Çavuldur   | Çavuldur          | Çowdur      | berühmt, angesehen                                                   | Gerfalke       |         |
| Çepni                     | Çepni      | Çəpni             | Çepni       | wo auch immer sie einen Feind sehen, greifen sie ihn blitzschnell an | Habicht        |         |
| Salğur                    | Salur      | Salur             | Salyr       | der, der das Schwert schwingt                                        | Kaiseradler    |         |
| Eymür                     | Eymür      | Eymur             | Eýmir       | im besten Zustand                                                    | Baumfalke      |         |
| Ulayuntluğ                | Ulayundluğ | Alayuntluq        | Alaýuntly   | der, mit einem bunten Pferd                                          | Rotfußfalke    |         |
| Yüregir                   | Yüreğir    | Yürəgir           | Üregir      | der, dessen Geschäfte gut laufen                                     | Rotfußfalke    |         |
| İgdir                     | İğdir      | Iğdır             | Igdir       | Wohltat, Heldentat                                                   | Habicht        |         |
| Bügdüz                    | Büğdüz     | Bügdüz            | Bükder      | der, der bescheiden ist und dient                                    | Sakerfalke     |         |
| Yıva                      | Yıva       | Yıva              | Ýiwe        | der, dessen Rang hoch ist                                            | Habicht        |         |
| Kınık                     | Kınık      | Qınıq             | Kynyk       | der, der geschätzt wird                                              | Habicht        |         |